# 凱恩山 (外阿彭策爾州)
47°25′57″N 9°30′15″E / 47.432385°N 9.504116°E

凱恩山（德語：Kaien），是瑞士的山峰，位於該國東北部，由外阿彭策爾州負責管轄，海拔高度為1,120米，該山峰俯瞰博登湖以及阿爾卑斯坦山脈。